# 塔亚河畔卡尔施泰因
塔亚河畔卡尔施泰因是奥地利下奥地利州塔亚河畔魏德霍芬县的一个市镇。总面积48.86平方公里，总人口1524人，人口密度31.2人/平方公里（2005年）。